# Stade de la Rabine
Le stade de La Rabine est le principal stade de la ville de Vannes.
Situé sur la rive droite du port de plaisance de Vannes, le stade tire son nom de la promenade de la Rabine, une longue allée plantée d'arbres qui s'étend sur près de 800 mètres entre l'esplanade du port au nord et les quais du port de commerce au sud. Le terme « Rabine » est d'origine bretonne, il signifie « allée plantée d'arbres. »
Cette enceinte est utilisée conjointement par le Rugby club vannetais qui évolue en Top 14 et par le Vannes Olympique Club, qui a évolué entre la saison 2008-2009 et 2010-2011 en Ligue 2, et joue actuellement en National 2 (4e division).

## Histoire du stade

### Premier stade de la Rabine (1920-1999)
En 1920, le premier stade de la Rabine est construit par la ville de Vannes. Il s'agit d'un vélodrome ne comportant pas de tribune et un terrain de football en son centre. En 1925, des vestiaires sont construits. En 1932, la première tribune du stade est construite, il s'agit d'une tribune couverte comportant sept rangs de sièges. Aucune modification n'est apportée au stade jusqu'au début de la Seconde Guerre mondiale.
Le 14 juillet 1954, la fin de la septième étape du Tour de France entre Brest et Vannes a lieu dans le stade, devant une foule nombreuse. Jacques Vivier remporte l'étape devant François Mahé. Durant les années 1950, la forêt jouxtant le stade est rasée pour laisser place à un terrain comportant une piste d'athlétisme. En 1966, deux tribunes provisoires à cinq rangs sont construites sur les deux côtés de la tribune principale. En 1970, d'autres tribunes provisoires sont installées à la place des autres, puis en 1973, ces-dernières sont démontées à la suite de la descente en DH, de l'UCK Vannes.
En 1982, deux tribunes sont rajoutées sur les côtés de la tribune principale. Un premier éclairage, constitué de quatre projecteurs aux quatre coins du stade, est installé. Au début de l'année 2000, le vélodrome, vétuste, datant de 80 ans est détruit et est remplacé par un nouveau stade, adapté au football, contrairement à celui-ci.

### Second stade de la Rabine (depuis 2001)

#### Reconstruction du stade
En 2000, le stade originel est détruit et un nouveau stade adapté au football est construit. En 2000, le terrassement du terrain a lieu puis la tribune d'honneur est construite. Le stade est alors équipé d'un terrain en herbe et d'une tribune de 1 600 places assises avec des sièges jaunes et verts. Elle contient six vestiaires, une infirmerie, des locaux pour délégués et arbitres. La capacité totale du stade est de 6 500 places dont 1 600 places assises.

#### Multiples extensions
En 2001, le stade accueille un match de Coupe de France entre l'AJ Auxerre et le Vannes OC devant 7 500 spectateurs, nouveau record d'affluence. En 2006, le stade trop petit, est agrandi pour pouvoir accueillir un public de plus en plus nombreux aux matchs du VOC, promu en National. La tribune principale est étendue sur les côtés avec plus de rangs que la tribune originelle. La capacité de la tribune passe de 1 600 à 2 569 places assises et 121 places en loge. La capacité totale passe de 6 500 à 7 500 places. La même année, le stade accueille 8 000 spectateurs, nouveau record d'affluence, lors de la réception du FC Lorient en Coupe de France. Durant la première saison du VOC, 2 071 spectateurs se rendent à la Rabine à chaque match. En 2008, après une excellente saison, le VOC est promu en Ligue 2. Pour cela, le stade de la Rabine doit être mis aux normes pour respecter les normes de la LFP pour la Ligue 2. La tribune Nord du stade est alors construite, il s'agit d'une tribune de 2 358 places assises avec des sièges blancs. Une autre tribune est construite en face de la tribune principale, il s'agit de la tribune "école de musique" comportant 1 166 sièges blancs, cette tribune est inaugurée le 8 mai 2009.

#### Sous le VOC puis le RCV
Durant la première saison du club en Ligue 2, le stade reçoit 3 624 spectateurs en moyenne à chaque match. En 2010, le nouveau record d'affluence du stade (8 540 spectateurs) est battu lorsque le VOC reçoit le FC Nantes, relégué de Ligue 1. À la fin de la saison, 4 291 spectateurs se rendent en moyenne à la Rabine pour chaque match du VOC, record du club.
En 2014, le VOC dépose le bilan et repart en DSE, dès lors, le RC Vannetais, alors en Fédérale 1 s'installe à la Rabine et y joue tous ses matchs. En 2016, le RCV obtient sa promotion en Pro D2. Pour sa première saison en Pro D2, le RCV accueille en moyenne 6 600 spectateurs à chaque match, record du stade. La saison suivante, le record d'affluence moyen est battu avec 7 159 spectateurs à chaque match. Durant le mois d'août 2018, le stade est réquisitionné par la FIFA pour accueillir la Coupe du monde U20F. Il accueille douze matchs dont la finale opposant le Japon et l'Espagne devant 5 409 spectateurs.

#### Nouvelles extensions
Pour pouvoir accueillir les spectateurs de plus en plus nombreux, un projet d'extension de la tribune Sud qui est composée uniquement de deux tribunes métalliques non-couvertes. Malgré l'opposition des riverains, la tribune est finalement construite. À son inauguration, la tribune Sud comporte 400 places supplémentaires, sa capacité passe de 9 500 places dont 7 328 places assises à 9 600 places dont 7 814 places assises. Cette tribune comprend aussi un espace réceptif. Durant la saison 2018-2019, le record d'affluence du stade est battu lors du match RC Vannes - Aviron bayonnais qui s'est disputée devant 9 169 spectateurs. Lors de cette saison, 7 468 spectateurs se sont rendus à la Rabine à chaque match, nouveau record.
En octobre 2020, la tribune Nord est renommée Tribune Lucien-Jaffré, ancien premier-adjoint au maire et adjoint aux sports de Vannes.
En décembre 2022, l’agrandissement de l'ancienne tribune Est (« École de musique ») est livré. La nouvelle tribune comporte 2 801 places, contre 1 100 dans l'ancienne, soit une extension de 1 701 places. Cette nouvelle extension porte la capacité totale du stade à 11 405 places. En avril 2023, lors du dernier match à domicile de la saison 2022-2023 de Pro D2 contre Colomiers Rugby, le RC Vannes remplit à pleine capacité la Rabine, établissant ainsi le record d'affluence pour le stade.
Alors qu'une extension de la tribune Nord est envisagée par l'agglomération, une augmentation de la capacité en pesage est actée en avril 2024, avec 450 places supplémentaires en pourtour, pour un total de 11 865,.

## Événements sportifs
Le stade a accueilli les matchs du Championnat du monde junior de rugby à XV 2013, ainsi que deux tests matchs internationaux de rugby à XV en novembre 2014 entre le Canada et les Samoa puis entre les États-Unis et les Fidji, des équipes qualifiées pour la Coupe du monde de rugby à XV 2015.
Le test-match Fidji - Japon y est disputé le samedi 26 novembre 2016. Les 5 500 spectateurs ont pu assister au match remporté par les joueurs d'Océanie 38-25. Ceux-ci ont, grâce à cette rencontre, atteint le dixième rang mondial.
Le 5 mai 2018, le stade accueille son premier match de Top 14 de l'histoire : pour sceller la mise en place d'un partenariat autour de la formation entre le Racing 92 et le RC Vannes, le club francilien a décidé de délocaliser au stade de la Rabine son dernier match de championnat de saison régulière face au SU Agen.
Le stade est sélectionné pour accueillir des matchs de la Coupe du monde féminine de football des moins de 20 ans 2018. Il accueille notamment deux quarts-de-finale, les demi-finales, la petite finale et la finale.
Le 15 novembre 2020, le stade est choisi afin d'accueillir un match international de l'équipe de France de rugby à XV pour le compte de la Coupe d'automne des nations, contre les Fidji ; la rencontre est finalement annulée à la suite de la détection de cas positifs de Covid-19 dans l'effectif fidjien.
Le 16 avril 2023, le stade accueille dans le cadre du Tournoi des Six Nations féminin 2023, la rencontre qui oppose l'Équipe de France à celle d'Écosse.
Le 1er février 2025, un match du Tournoi des Six Nations des moins de 20 ans 2025 oppose l'équipe de France à celle du pays de Galles, les Français s'imposent 63-19.

## Matchs internationaux de football
| Date              | Compétition                                     | Équipe 1       | Résultat | Équipe 2        | Affluence |
| ----------------- | ----------------------------------------------- | -------------- | -------- | --------------- | --------- |
| 1er décembre 2020 | Éliminatoires Championnat féminin d'Europe 2021 | France         | 12 - 0   | Kazakhstan      | Huis clos |
| 26 novembre 2021  | Éliminatoires Coupe du monde féminine 2023      | France         | 6 - 0    | Kazakhstan      | 5 500     |
| 28 mars 2023      | Match amical                                    | France espoirs | 0 - 0    | Espagne espoirs | 9 158     |

## Tribunes
- Tribune d'honneur (Ouest): 2 569 places assises, 121 places en loges[10]
- Tribune Lucien-Jaffré, (Nord) : 2 358 places[11]
- Tribune « École de Musique » (Est) : 2 801 places (2 441 places assises + 360 debout)
- Tribune Sud : 1 600 places[12]
- Pourtour